# جاك دينيس أنطوان
جاك دينيس أنطوان (بالفرنسية: Jacques Denis Antoine)‏ هو مهندس معماري فرنسي، ولد في 6 أغسطس 1733 في باريس في فرنسا، وتوفي بنفس المكان في 24 أغسطس 1801.